# لاري إبرامسن
لاري إبرامسن (بالعبرية: לארי אברמסון‏) (بالإنجليزية: Larry Abramson)‏ هو رسام وفنان إسرائيلي وجنوب أفريقي، ولد في 1954 في جنوب أفريقيا.